# Provincia di Parma
La provincia di Parma è una provincia italiana dell'Emilia-Romagna di 456 371 abitanti, la quarta della regione per popolazione.
Confina a nord con la Lombardia (province di Cremona e Mantova), a est con la provincia di Reggio Emilia, a sud con la Toscana (provincia di Massa-Carrara) e la Liguria (provincia della Spezia e città metropolitana di Genova), a nord-ovest con la provincia di Piacenza.

## Geografia fisica
La provincia è divisa tipicamente in tre zone da nord a sud: pianura con la bassa parmense, collina e montagna. La parte più a nord, di pianura, è delimitata dal fiume Po. I centri principali delle zone collinari e montane sono situati lungo il corso dei principali fiumi, i quali discendono dall'Appennino parmense scorrendo da sud verso nord e sfociano nuovamente nel Po.

### Corsi d'acqua
I corsi d'acqua più importanti della provincia sono il fiume Taro e i torrenti Parma, Ceno, Baganza (che confluisce nel Parma alle porte della città) e Stirone (che sfocia nel Taro a Fontanelle a pochi chilometri dal Po). Altri importanti corsi d'acqua che attraversano parzialmente la provincia di Parma sono: i torrenti Enza e Ongina e il fiume   Arda.

### Cime
Le cime più elevate della provincia sono tutte situate sul confine meridionale e tra queste troviamo: il Monte Sillara (1861 metri), il Monte Marmagna (1852 metri), il Monte Orsaro (1831 metri), il Monte Maggiorasca (1804 metri), il Monte Brusà (1796 metri), il Monte Penna (1735 metri), il Monte Gottero (1640 metri), il Monte Molinatico (1549 metri) e il Monte Zuccone (1423 metri). Completamente all'interno del territorio parmense, tra quelli al di sopra dei 1400 metri, troviamo invece: il Monte Navèrt (1654 metri), il Monte Caio (1584 metri), il Monte Cervellino (1492 metri), il Monte Pelpi (1480 metri) e il Monte Polo (1419 metri).

### Laghi
Nella zona montana sono presenti anche numerosi laghi tra i quali ricordiamo:
- Lago Santo (a 1507 metri di quota, il più esteso lago naturale di tutto l'Appennino settentrionale)
- Lago Verde (a 1507 metri di quota)
- Lago Ballano (a 1341 metri di quota)
- Lago Pradaccio (a 1370 metri di quota)

### Parchi
Nella provincia di Parma, oltre al Parco regionale delle Valli del Cedra e del Parma (chiamato anche Parco dei Cento Laghi) e al Parco nazionale dell'Appennino Tosco-Emiliano, sono presenti anche il Parco fluviale regionale del Taro, il Parco naturale regionale dei Boschi di Carrega e il Parco fluviale regionale dello Stirone. Altre aree protette sono la Riserva naturale Guadine Pradaccio, l'Oasi faunistica del Monte Fuso, l'Oasi faunistica del Monte Penna, la Riserva naturale regionale dei Ghirardi, la Riserva naturale orientata Parma Morta, la Riserva naturale orientata del Monte Prinzera e l'oasi Lipu di Torrile.

## Storia
La provincia di Parma venne istituita nel 1859, con decreto dittatoriale di Carlo Farini, in previsione dell'annessione dell'Emilia al Regno di Sardegna; era suddivisa nei circondari di Parma, di Borgo San Donnino e di Valditaro.

## Gastronomia
La provincia di Parma, come quella di Piacenza, è conosciuta anche come food valley, ovvero valle del cibo. Tradizione vuole, infatti, che la Provincia vanti una varietà enorme di cibi. I più famosi sono sicuramente i salumi (prosciutto di Parma, salame di Felino, culatello di Zibello, spalla di San Secondo, la coppa di Parma, la mariola, il cappello del prete, la spalla cruda, lo strolghino, la culatta di Parma, il fiocchetto e la cicciolata) e il formaggio Parmigiano-Reggiano.
Sulla fascia collinare si produce il vino DOP Colli di Parma, mentre nella zona della montagna si possono trovare numerosi piatti a base di funghi porcini o tartufo.
Tra i primi sono famosi gli gnocchi di patate, i cappelletti in brodo, i tortelli con diversi ripieni (erbetta, patate, zucca, funghi, castagne, Tortél Dóls di Colorno) e le chicche.
Tra i secondi ci sono numerosi piatti legati al maiale e alla carne bovina (arrosti ed altre ricette), alla gallina e cappone e alla selvaggina come lepre e coniglio e, nelle zone montuose soprattutto, piatti a base di cinghiale. Fra i dolci si ricordano la Spongata di Busseto e di Corniglio, riconosciute PAT e la Torta Nera di San Secondo. Alcune delle più grandi industrie della zona (fra le più conosciute troviamo Barilla, Parmalat, Parmacotto, Mutti, Rodolfi Mansueto) sono legate strettamente al cibo; si occupano infatti della produzione di derivati di carni suine, latte, pasta e derivati del pomodoro e di pesce.

## Turismo e cultura
Dal punto di vista turistico la provincia di Parma è ricca di castelli, pievi, palazzi e ville, risalenti in buona parte all'epoca medievale.
In pianura si trovano: la Villa Pallavicino, la chiesa e convento di Santa Maria degli Angeli, la collegiata di San Bartolomeo Apostolo e la Rocca Pallavicino a Busseto; la Casa natale di Giuseppe Verdi a Roncole Verdi; il Palazzo Pallavicino e la chiesa dei Santi Gervasio e Protasio a Zibello; l'Antica Corte Pallavicina a Polesine Parmense; la magnifica Rocca dei Rossi a San Secondo Parmense, con splendidi affreschi rinascimentali, nei cui dintorni si trova anche la pieve di San Genesio; la Rocca dei Rossi a Roccabianca; la Rocca dei Terzi a Sissa; la notevole Rocca Meli Lupi a Soragna, ove sorge anche una sinagoga; il santuario della Beata Vergine del Santo Rosario e l'importante Rocca Sanvitale a Fontanellato, con dipinti del Parmigianino, nei cui dintorni è collocato pure l'enorme Labirinto della Masone; la grandiosa Reggia a Colorno, con l'annessa cappella ducale di San Liborio e l'Aranciaia; la città di Fidenza (un tempo Borgo San Donnino), che vanta un notevole Duomo romanico, simile a quello di Parma, e, nei dintorni, il monastero di Santa Maria Assunta e l'abbazia di Castione Marchesi; l'abbazia cistercense a Fontevivo; il castello di Castelguelfo.
In prima collina sorgono gli importanti centri termali di Tabiano Terme e Salsomaggiore Terme, con i gioielli liberty-déco delle Terme Berzieri e delle sale del Palazzo dei Congressi; nei dintorni si trovano numerosi edifici medievali: la pieve di San Nicomede; il castello di Scipione; il castello di Tabiano; il castello di Bargone; il castello e la pieve di Contignaco.
Nella zona montana si trovano soprattutto castelli difensivi medievali: il severo castello di Bardi; il castello di Compiano; il notevole castello di Torrechiara, ove sorge anche l'antica abbazia benedettina di Santa Maria della Neve; la rocca di Noceto; il castello di Felino; la Rocca Sanvitale di Sala Baganza, con importanti affreschi; il Castello Pallavicino di Varano de' Melegari; il castello di Montechiarugolo, nel cui comune sorge il centro termale di Monticelli Terme. Sono numerosi anche gli edifici religiosi di pregio: il duomo di San Moderanno di Berceto; la pieve di Serravalle, con l'annesso battistero, nel comune di Varano de' Melegari; la pieve di Moragnano e la pieve di Tizzano Val Parma; la pieve di Zibana, nel comune di Palanzano; la notevole pieve di Sasso, la pieve di Bazzano e la pieve di Scurano, nel comune di Neviano degli Arduini; l'antica abbazia di San Basilide a San Michele Cavana, nel comune di Lesignano de' Bagni; la pieve di Bardone nel comune di Terenzo; la pieve di Santa Maria Assunta a Fornovo di Taro; la pieve di San Prospero a Collecchio; la pieve di Talignano all'interno del Parco naturale regionale dei Boschi di Carrega, ove si trovano anche il Casino dei Boschi e la villa del Ferlaro. Di notevole importanza è anche la Villa Magnani a Mamiano, sede della Fondazione Magnani-Rocca, che espone opere inestimabili.

## Economia
Storica è la presenza in provincia di aziende alimentari famose in tutto il mondo, come Parmalat e Barilla.

## Infrastrutture e trasporti

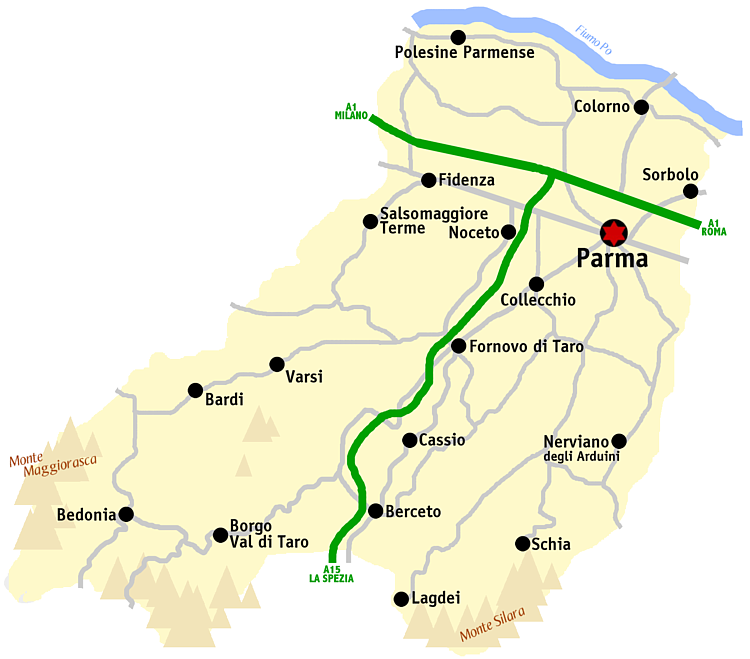
La provincia parmense

### Autostrade
La Provincia è attraversata da due autostrade: in senso est-ovest dalla A1 (Autostrada del Sole) con uscite a Fidenza e Parma e in senso nord-sud dalla A15 (Autocamionale della Cisa) con uscite a Parma Ovest, Fornovo, Borgo Val di Taro e Berceto.

### Ferrovie
Il territorio della provincia è attraversato dall'importante linea ferroviaria Milano-Bologna di cui la stazione di Parma funge da nodo d'interscambio fondamentale.
Quest'ultima funge da scalo di testa per altre linee che collegano il capoluogo al Tirreno, alle Alpi e al Delta del Po:
- la ferrovia Pontremolese;
- la ferrovia Parma-Brescia;
- la ferrovia Parma-Suzzara (gestita da FER).

Anche la stazione di Fidenza è nodo di interscambio per altre tre ferrovie:
- la ferrovia Fidenza-Fornovo di Taro;
- la ferrovia Fidenza-Salsomaggiore Terme;
- la ferrovia Fidenza-Cremona.

### Tranvie

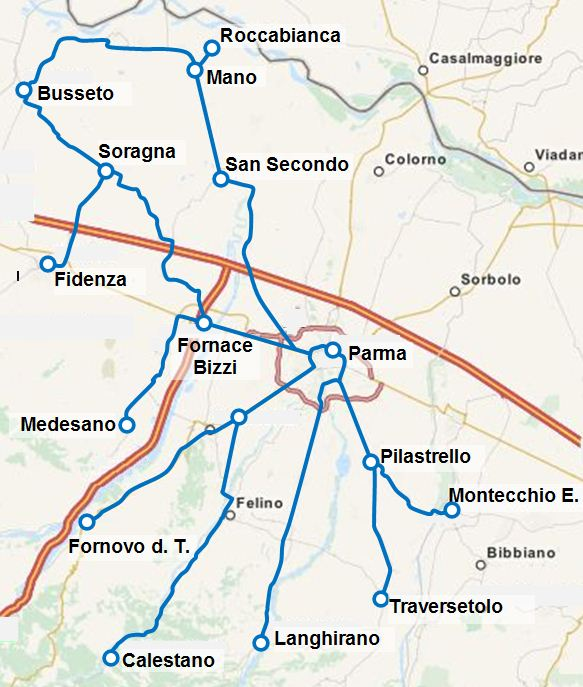
La rete delle tranvie provinciali di Parma

Fra la fine dell'Ottocento e la prima metà del novecento il territorio provinciale fu interessato dalla presenza di numerose tranvie a vapore ed elettriche:
- Tranvia Borgo San Donnino-Salsomaggiore
- Tranvia Fornace Bizzi-Medesano
- Tranvia Soragna-Borgo San Donnino
- Tranvia Parma-Langhirano
- Tranvia Parma-San Secondo-Busseto
- Tranvia Parma-Marzolara
- Tranvia Parma-Fornovo
- Tranvia Parma-Soragna-Busseto
- Tranvia Parma-Traversetolo/Montecchio

### Aeroporti
In provincia è presente un solo aeroporto: il Giuseppe Verdi, vicino alla città capoluogo.

## Amministrazione
Nelle elezioni amministrative a suffragio ristretto del 2024 è stato eletto Presidente della Provincia di Parma il sindaco di Torrile Alessandro Fadda (Partito Democratico), risultato vincitore sullo sfidante Nicola Cesari, sindaco di Sorbolo Mezzani e candidato civico.

## Comuni
Appartengono alla provincia di Parma i seguenti 44 comuni:
- Albareto
- Bardi
- Bedonia
- Berceto
- Bore
- Borgo Val di Taro
- Busseto
- Calestano
- Collecchio
- Colorno
- Compiano
- Corniglio
- Felino
- Fidenza
- Fontanellato
- Fontevivo
- Fornovo di Taro
- Langhirano
- Lesignano de' Bagni
- Medesano
- Monchio delle Corti
- Montechiarugolo
- Neviano degli Arduini
- Noceto
- Palanzano
- Parma
- Pellegrino Parmense
- Polesine Zibello
- Roccabianca
- Sala Baganza
- Salsomaggiore Terme
- San Secondo Parmense
- Sissa Trecasali
- Solignano
- Soragna
- Sorbolo Mezzani
- Terenzo
- Tizzano Val Parma
- Tornolo
- Torrile
- Traversetolo
- Valmozzola
- Varano de' Melegari
- Varsi

Per quanto riguarda la superficie (escludendo Parma), Bardi è il comune più esteso, mentre Fontevivo il più piccolo.

### Comuni più popolosi

Gonfalone provinciale

Di seguito sono riportati i comuni superiori ai 10 000 abitanti, ordinati per popolazione:
| Pos. | Comune              | Abitanti | Stemma |
| ---- | ------------------- | -------- | ------ |
| 1º   | Parma               | 197 822  |        |
| 2º   | Fidenza             | 27 107   |        |
| 3º   | Salsomaggiore Terme | 19 920   |        |
| 4º   | Collecchio          | 14 830   |        |
| 5º   | Noceto              | 13 036   |        |
| 6º   | Sorbolo Mezzani     | 13 019   |        |
| 7º   | Montechiarugolo     | 11 122   |        |
| 8º   | Medesano            | 10 791   |        |
| 9º   | Langhirano          | 10 576   |        |

### Comuni ad estremità geografiche
| Stemma | Città               | Coordinata Geografica | Estremità Geografica |
| ------ | ------------------- | --------------------- | -------------------- |
|        | Polesine Zibello    | 45°01′00″N 10°08′00″E | Nord                 |
|        | Monchio delle Corti | 44°25′00″N 10°07′00″E | Sud                  |
|        | Sorbolo Mezzani     | 44°55′20″N 10°30′14″E | Est                  |
|        | Tornolo             | 44°29′00″N 9°38′00″E  | Ovest                |

### Unioni di Comuni
In Provincia di Parma sono presenti cinque Unioni che raggruppano trentaquattro dei quarantaquattro 
Comuni del territorio:
- Comunità Montana Unione dei Comuni Parma Est, composta da otto comuni: Calestano, Corniglio, Langhirano (sede amministrativa), Lesignano de' Bagni, Monchio delle Corti, Neviano degli Arduini, Palanzano e Tizzano Val Parma.
- Comunità Montana Unione dei Comuni Val Taro e Ceno, composta da quindici comuni: Albareto, Bardi, Bedonia, Berceto, Bore, Borgo Val di Taro (sede amministrativa), Compiano, Fornovo di Taro, Pellegrino Parmense, Solignano, Terenzo, Tornolo, Valmozzola, Varano de' Melegari e Varsi.
- Unione Bassa Est Parmense, composta da tre comuni: Colorno, Sorbolo Mezzani e Torrile.[7]
- Unione Pedemontana Parmense, composta da cinque comuni: Collecchio, Felino, Montechiarugolo, Sala Baganza e Traversetolo.[8]
- Unione Terre Verdiane, dal 1º gennaio 2017 è composta da due comuni: Fidenza e Salsomaggiore Terme.

## Assistenza sanitaria
L'assistenza sanitaria è garantita a livello pubblico dall'Azienda ospedaliero-universitaria di Parma e dall'Azienda USL di Parma.

### Assistenza ospedaliera
Gli ospedali sono le strutture finalizzate all'organizzazione ed all'erogazione delle prestazioni specialistiche di ricovero, sia per quanto riguarda i ricoveri ordinari che i day hospital medico e chirurgico.
L'assistenza ospedaliera è garantita da vari presidi ospedalieri presenti nel territorio, strutture di riferimento anche per l'assistenza di emergenza ed urgenza (pronto soccorso)
- Ospedale Maggiore (Azienda Ospedaliero-Universitaria di Parma)
- Presidio ospedaliero di Fidenza - San Secondo
- Presidio ospedaliero "Santa Maria" di Borgo Val di Taro

### Assistenza territoriale
L'assistenza territoriale è il sistema che include i servizi di assistenza educativa, prevenzione, diagnosi, cura e riabilitazione, tutti quanti erogati non in regime di ricovero all'interno dell'intero territorio di competenza.
In adeguamento alle normative vigenti, l'intero bacino di utenza della Azienda USL di Parma è suddiviso in 4 articolazioni territoriali, all'interno dei quali viene garantita l'assistenza.
- Parma (città di Parma e comuni limitrofi)
- Fidenza (area nord-occidentale della provincia)
- Sud-est (area sud-orientale della provincia)
- delle Valli del Taro e del Ceno (area sud-occidentale della provincia)